# Isabelle Bary
Isabelle Bary, née Camerlynck le 27 octobre 1968 est une écrivaine belge d'expression française.
Ingénieure commerciale de formation (Solvay, ULB, 1991), elle se consacre désormais principalement à l’écriture,.
Romancière et conférencière, elle collabore également à des œuvres littéraires collectives, anime des stages et des ateliers d'écriture pour des écrivains en devenir.

## Biographie et parcours littéraire
L'équitation la passionne dès sa prime adolescence mais c'est la lecture et l'écriture qui finalement l'orientent vers des humanités classiques. 
Sa formation scientifique et commerciale la mène à une carrière dans ce domaine ; trois années de vie professionnelle lui permettent, en 1994, de financer un projet planifié de longue date avec Vincent Bary, son compagnon d'étude et futur époux : un voyage autour du monde sac au dos,.
Ces neuf mois de découvertes et de rencontres lui font connaître une expérience qu'elle désire partager. D'abord compilation d'impressions et d'anecdotes, ses notes réécrites seront publiées sous forme de récit en 2005 aux Éditions Complicités sous le titre de Globe Story. 
Le Cadeau de Léa, son premier roman publié aux Éditions Luce Wilquin (finaliste du prix Première et du prix Jean Muno) paraît en 2008,.
Ensuite, chez le même éditeur paraissent en 2009 Baruffa, et en  2011 La Prophétie du jaguar, encouragé par l’Académie royale de langue et de littérature françaises de Belgique.
Nouveau roman en 2013, La Vie selon Hope (Éditions Luce Wilquin) remporte le prix Soroptimist de la romancière francophone,.
Zebraska paraît en octobre 2014 avec le soutien de la Scam.
Ce qu’elle ne m’a pas dit (septembre 2016) est son sixième roman aux Éditions Luce Wilquin. 
Ces deux romans seront chacun complétés par un cycle de conférences abordant d'une part les enfants à haut potentiel et d'autre part les secrets de familles.
La santé de Luce Wilquin ne lui permettant plus de continuer ses activités et aucun accord n’ayant pu être conclu avec un repreneur, l’éditrice des Editions belges qui portent son nom cesse ses activités début 2019. Les dix-sept valises, publié fin 2018 sera le dernier roman d’Isabelle Bary paru sous ce label,,.
Par la suite, l’auteure confie la gestion de ses futures parutions à l’agente parisienne Valérie Miguel-Kraak. Ainsi, le 4 mars 2020, les Editions J’ai Lu présentent un nouveau Zebraska remastérisé, entièrement revu et augmenté par l’auteure et au format poche, inédit en France,. 
En septembre 2019, paraît également aux Editions Acrodacrolivres, la nouvelle L’ombre du zèbre n’a pas de rayures. Ce court récit, illustré par Roseline d'Oreye, aborde à nouveau le thème du haut potentiel, traité dans le roman Zebraska quelques années plus tôt,. 
Dès 2020, Isabelle Bary démarre une collaboration avec l’agente belge Stéphane Levens. Le 5 mars 2025 parait « Le second printemps » chez 180° éditions. Ce roman explore les thèmes du passage à la cinquantaine, de la  famille, des loyautés, de la quête de sens et déconstruit les préjugés sur la liberté au féminin,. 
À côté de sa vie d’écrivain, Isabelle Bary anime également des ateliers d’écriture.

### Récit
- 2005 : Globe Story,  Éditions Complicités.

### Romans
- 2008 : Le Cadeau de Léa,  Éditions Luce Wilquin.
- 2009 : Baruffa, Éditions Luce Wilquin.
- 2011 : La Prophétie du jaguar, Éditions Luce Wilquin.
- 2011 : Braine Blues,  Éditions Luc Pire.
- 2013 : La Vie selon Hope, Éditions Luce Wilquin (prix Soroptimist de la romancière francophone).
- 2014 : Zebraska, Éditions Luce Wilquin
- 2016 : Ce qu’elle ne m’a pas dit,  Éditions Luce Wilquin.
- 2018 : Les dix-sept valises, Éditions Luce Wilquin.
- 2020 : Zebraska, Editions J'ai Lu.
- 2025 : Le second printemps, 180° éditions.

### Nouvelle
- 2019 : L'ombre du zèbre n'a pas de rayures, Editions Acrodacrolivres.

### Beau livre
- 2006 : Juste un regard,  Éditions Avant-propos - paru en 2010, photographies par Caroline Wolvesperges.

### Entretien
- 2008 :  Le Malade et le Médecin, une commune humanité, Éditions Couleur livres.

### Collectifs
- Nouvelles et essais parus dans la revue littéraire Marginales, et dans J’écris ton nom, une collection des Éditions Couleur livres.